# Homosexualität in Litauen

Geografische Lage von Litauen

Homosexualität wird in Litauen respektiert, ist aber in Teilen der überwiegend römisch-katholischen Gesellschaft ein Konfliktthema.

## Gesetzliche Bestimmungen

Umrisse Litauens mit LGBT-Farben

### Legalität
Homosexualität wurde 1993 in Litauen vollständig entkriminalisiert. Homosexualität ist im Schutzalter der Heterosexualität gleichgestellt. Das Schutzalter wurde 2004 auf 14 Jahre angeglichen.

### Gesetzgebungen zur Diskriminierung
Seit 2005 besteht auf gesetzlicher Ebene ein Antidiskriminierungsgesetz, das eine Diskriminierung aufgrund sexueller Orientierung in den Bereichen Beschäftigung, Bildung, Eigentum, Gesundheitswesen, sowie Zugang zu Waren und Dienstleistungen verbietet. Das Gesetz erging als Umsetzung der Antidiskriminierungsvorschriften der Europäischen Union. Homosexuelle Menschen können im Militär dienen.
Das litauische Parlament diskutierte seit Herbst 2008 einen Gesetzesentwurf mit der Zielsetzung, die „Förderung von Homosexualität“ bei Kindern zu verbieten. Das „Propagieren einer nicht-traditionellen sexuellen Orientierung“ und die „Konfrontation mit einem positiven Bild homosexueller Beziehungen“ würde sich negativ auf die „körperliche, geistige und vor allem moralische Entwicklung Minderjähriger“ auswirken. Zu diesem Zweck seien alle öffentlichen Informationen, die zu homosexuellen Beziehungen „anregen“ würden und sich gegen die „Werte der Familie“ richten, zu verbieten; wobei die Begriffe „anregen“ und „Werte der Familie“ nicht im Gesetz definiert sind.
Am 16. Juni 2009 stimmten schließlich, bei drei Gegenstimmen und vier Enthaltungen, 67 Abgeordnete der Seimas für ein Gesetz, das die Thematisierung von Homosexualität an Schulen und öffentlichen Orten, an denen sich Jugendliche aufhalten könnten, verbietet. Ein weitergehender Gesetzentwurf, der auch Haftstrafen für das „Propagieren von Homosexualität“ beinhaltete und die Unterstützung der Mitte-rechts-Regierung erhalten hatte, scheiterte eine Woche zuvor.  Ein ähnliches Gesetz, welches „nur noch“ Geldstrafen vorsieht, scheiterte ebenfalls im Seimas. 2011 wurde hingegen ein Mediengesetz verabschiedet, das eine Diskriminierung aufgrund der sexuellen Orientierung verbietet.
Am 14. Mai 2020 verurteilte der Europäische Gerichtshof für Menschenrechte Litauen rechtskräftig wegen strafrechtlicher Duldung homophober Hassreden im Internet.

### Anerkennung gleichgeschlechtlicher Partnerschaften
In Litauen ist keine gleichgeschlechtliche Ehe gesetzlich zugelassen. 
Eine gesetzliche Anerkennung gleichgeschlechtlicher Paare staatlicherseits steht bisher aus. Die in Litauen bestehende Eingetragene Partnerschaft war bis April 2025 nur für heterosexuelle Paare ausgestaltet. In einer Entscheidung des Europäischen Gerichtshofes wurde dies im November 2013 im Falle Griechenlands als Verstoß gegen europäisches Gemeinschaftsrecht gewertet, wo ebenso wie in Litauen die Eingetragene Partnerschaft nicht für homosexuelle Paare ausgestaltet wurde. Der Rechtsausschuss des Parlaments entschied im Mai 2015, dass die Verfassung von Litauen einer eingetragenen Partnerschaft für gleichgeschlechtliche Paare nicht entgegensteht.
Ein Gesetzentwurf seitens der sozialdemokratischen und liberalen Parteien aus dem Jahre 2021 sah Gleichstellungen wie unter anderem Erbrechte, gemeinsames Eigentum und die Möglichkeit der Änderung des Nachnamens für homosexuelle Partner vor, dessen Durchsetzung zunächst aufgrund Uneinigkeit im Parlament scheiterte. Im Mai 2021 gab es in der Hauptstadt Vilnius vermehrt Demonstrationen gegen den genannten Entwurf.
Im April 2025 entschied das Verfassungsgericht Litauens, dass das Fehlen einer gesetzlichen Regelung für partnerschaftliche Institutionen, einschließlich der für gleichgeschlechtliche Paare geltende, der Verfassung widerspricht. Der Gerichtshof betonte, dass der Staat den Rechtsschutz für Beziehungen außerhalb der Ehe gewährleisten müsse, die auf den Grundsätzen der Menschenwürde und der Achtung des Privat- und Familienlebens beruhen.

## Gesellschaftliche Lage
Eine kleine homosexuelle Community findet sich aufgrund der geringen Bevölkerungsdichte des Landes nur in Vilnius, Kaunas und Klaipėda.

## Baltic-Pride

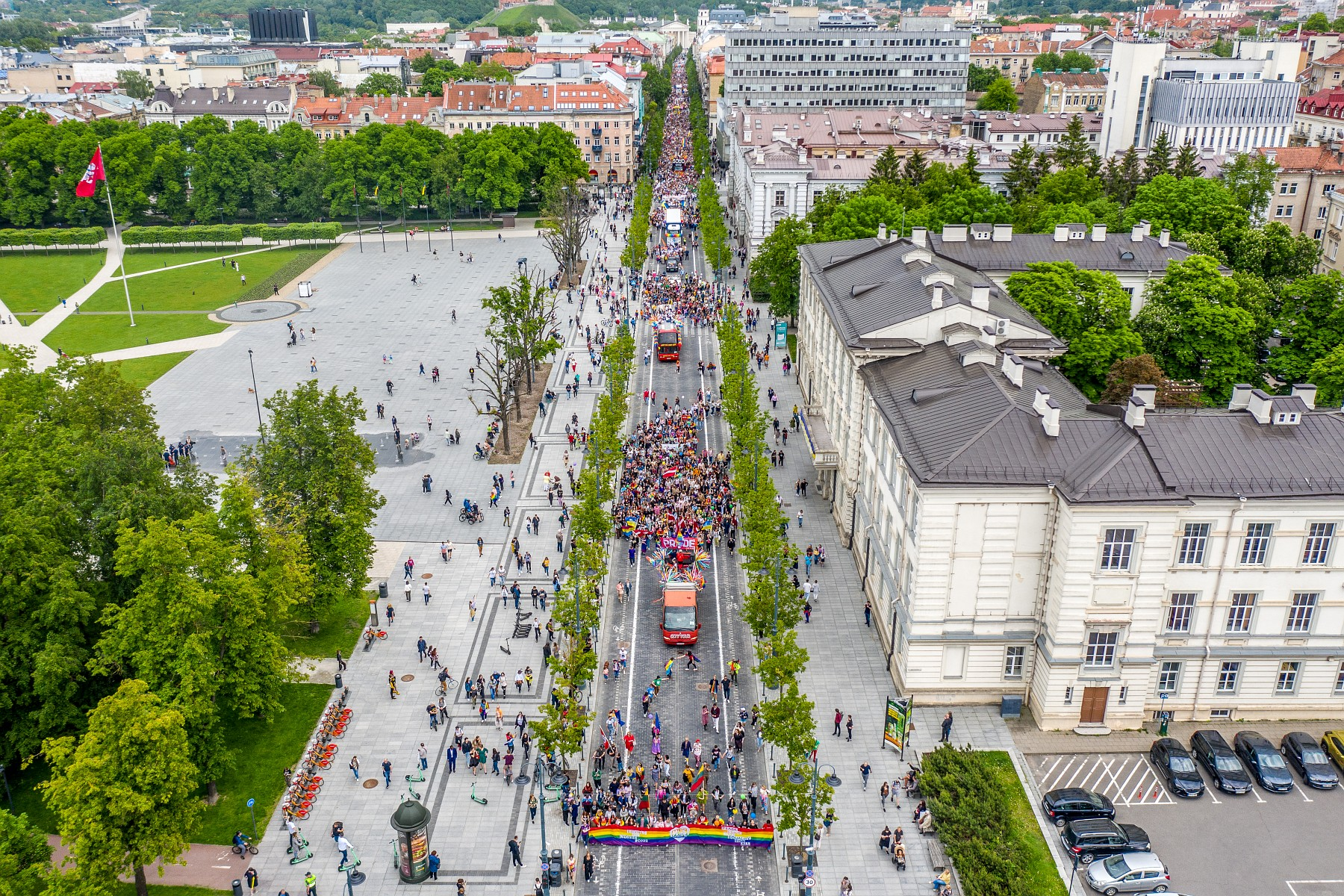
Baltic Pride 2022

2010 kam es zum ersten Baltic Pride in Vilnius mit 300 Teilnehmern. Die Veranstaltung war ursprünglich verboten worden. Zwei Tage vor der Demonstration hob das oberste Verwaltungsgericht Litauens das Verbot jedoch auf. Zu den Teilnehmern gehörten auch Schwedens Europaministerin Birgitta Ohlsson und der Bundestagsabgeordnete Volker Beck. Es kam zu einer Gegendemonstration mit 2.000 bis 3.000 Demonstranten. Auf Grund von Angriffen auf die Demonstration löste die Litauische Polizei die Gegendemonstration auf. Unter den Organisatoren der litauischen Anti-Gay-Proteste und der Gegendemonstrationen zur Baltic-Pride-Parade in Vilnius befand sich auch das Parlamentsmitglied Petras Gražulis (* 1954) 2013 wurde er bei der Parade wegen der Störungen festgehalten.